# Геняса (Ілфов)
Геняса (рум. Găneasa) — село у повіті Ілфов в Румунії. Адміністративний центр комуни Геняса.
Село розташоване на відстані 16 км на схід від Бухареста, 139 км на південь від Брашова.

## Населення
За даними перепису населення 2002 року у селі проживали 599 осіб, з них 597 осіб (99,7%) румунів. Рідною мовою 597 осіб (99,7%) назвали румунську.